# Rızvan Şahin
Rızvan Şahin (* 30. Oktober 1981 in Çayeli, Rize) ist ein türkischer Fußballspieler.

## Karriere

### Vereinskarriere
Rızvan Şahin begann mit dem Vereinsfußball in der Jugend von Çayeli SK und wechselte 1999 in die Jugend Çaykur Rizespor. Hier erhielt er im Frühjahr 2001 einen Profivertrag und wurde bis zum Saisonende an den damaligen Drittligisten Çaykurspor ausgeliehen. Anschließend verbrachte er als Leihgabe jeweils eine Spielzeit Artvin Hopaspor und Pazarspor.
Zur Spielzeit 2003/04 wechselte er dann endgültig zu Pazarspor.
Zum Sommer 2005 wechselte er zum Zweitligisten Istanbul Büyükşehir Belediyespor. Hier erreichte er in der Saison 2006/07 mit seiner Mannschaft die Vizemeisterschaft der TFF 1. Lig und stieg in die Süper Lig auf.
Nach gegenseitigem Einvernehmen mit der Klubführung löste er im Sommer 2015 seinen noch laufenden Vertrag auf und verließ nach zehnjähriger Zugehörigkeit den Verein, welcher sich im Sommer 2014 in Istanbul Başakşehir umbenannt hatte.
Nach seinem Abschied von Başakşehir FK heuerte er beim Zweitligisten Giresunspor an. Nach zwei Jahren kehrte er mit seinem Wechsel zu Erokspor nach Istanbul zurück.

## Erfolge
Istanbul BB/Başakşehir
- Tabellenfünfter der Süper Lig: 2014/15
- Vizemeister der TFF 1. Lig und Aufstieg in die Süper Lig: 2006/07
- Meister der TFF 1. Lig und Aufstieg in die Süper Lig: 2013/14
- Türkischer Pokalfinalist: 2010/11